# بریجپورت (تنسی)
بریجپورت (به انگلیسی: Bridgeport) یک منطقهٔ مسکونی در ایالات متحده آمریکا است که در شهرستان کوک، تنسی واقع شده‌است. بریجپورت ۳۲۸٫۸۸ متر بالاتر از سطح دریا واقع شده‌است.